# Nuriye Gülmen
Nuriye Gülmen (Kütahya, 24 novembre 1982) è una docente e attivista turca, insegnante di inglese e letteratura comparata, prima all'Università di Selçuk nell'ambito del programma di formazione dei membri della facoltà (ÖYP), quindi all'Università Eskişehir Osmangazi, quindi è  ritornata a lavorare presso l'Università di Selçuk.
Un giorno dopo la sua nomina, è stata espulsa dall'università in seguito al tentativo di colpo di stato turco del 2016 con la dichiarazione dello stato di emergenza (OHAL). Di conseguenza, Gülmen è stata accusata di accuse di essere un membro della "Organizzazione terroristica di Fethullahçı / Struttura statale parallela" (FETÖ/PDY). Il 9 novembre 2016, di fronte al Monumento ai diritti umani in via Yüksel ad Ankara, ha avviato un movimento con il motto "Rivoglio il mio lavoro" per tornare al lavoro perso. 
Gülmen è stata detenuta dozzine di volte durante le proteste e alla fine ha iniziato uno sciopero della fame con il suo collega insegnante Semih Özakça. Durante questo periodo il peso di Gülmen è sceso da 59 chili a 34 chili e ha posto fine allo sciopero della fame il 26 gennaio 2018 dopo che la Commissione OHAL ha respinto l'obiezione relativa all'emanazione del decreto legge.
La CNN International ha nominato Nuriye Gülmen tra le otto donne più importanti del 2016. L'11 agosto 2020 è stata di nuovo incarcerata; il 28 novembre 2020 il suo sindacato, Egitim Sen, ha votato per espellerla.

## Biografia
Nata a Kütahya, in Turchia, nel novembre 1982 dopo aver studiato all'università ha lavorato come ricercatrice di letteratura comparata per l'Università Selçuk di Konya nell'ambito del programma di formazione per docenti; in seguito Gülmen è stata nominata all'Università Eskişehir Osmangazi per poi ritornare all'Università di  Selçuk. Ha tradotto dal tedesco al turco le “Lettere a Milena” di Franz Kafka.

### Attivismo
Nella notte dal 16 al 17 luglio 2016, un tentativo di colpo di stato da parte di una parte minoritaria dell'esercito turco, principalmente nelle città di Ankara e Istanbul, è stato represso dall'esercito turco rimasto fedele al governo, provocando 290 morti. Il giorno dopo il colpo di stato, le autorità turche hanno avviato una serie di arresti e licenziamenti di funzionari accusati di complicità, inizialmente all'interno delle Forze armate del Paese dove sono stati presi in custodia 6.000 soldati, poi nei tribunali, 3000 mandati d'arresto contro giudici e pubblici ministeri. Queste epurazioni si estendono anche ai settori dell'istruzione, della salute, dei media e del settore privato.
Inizialmente, le epurazioni hanno preso di mira essenzialmente i simpatizzanti del predicatore Fethullah Gülen, un oppositore esiliato negli Stati Uniti, considerato dalle autorità turche l'istigatore del fallito colpo di stato. Ma presto, questo tentativo di putsch è diventato un pretesto ideale per le autorità per reprimere e mettere a tacere qualsiasi protesta, anche da parte della società civile.

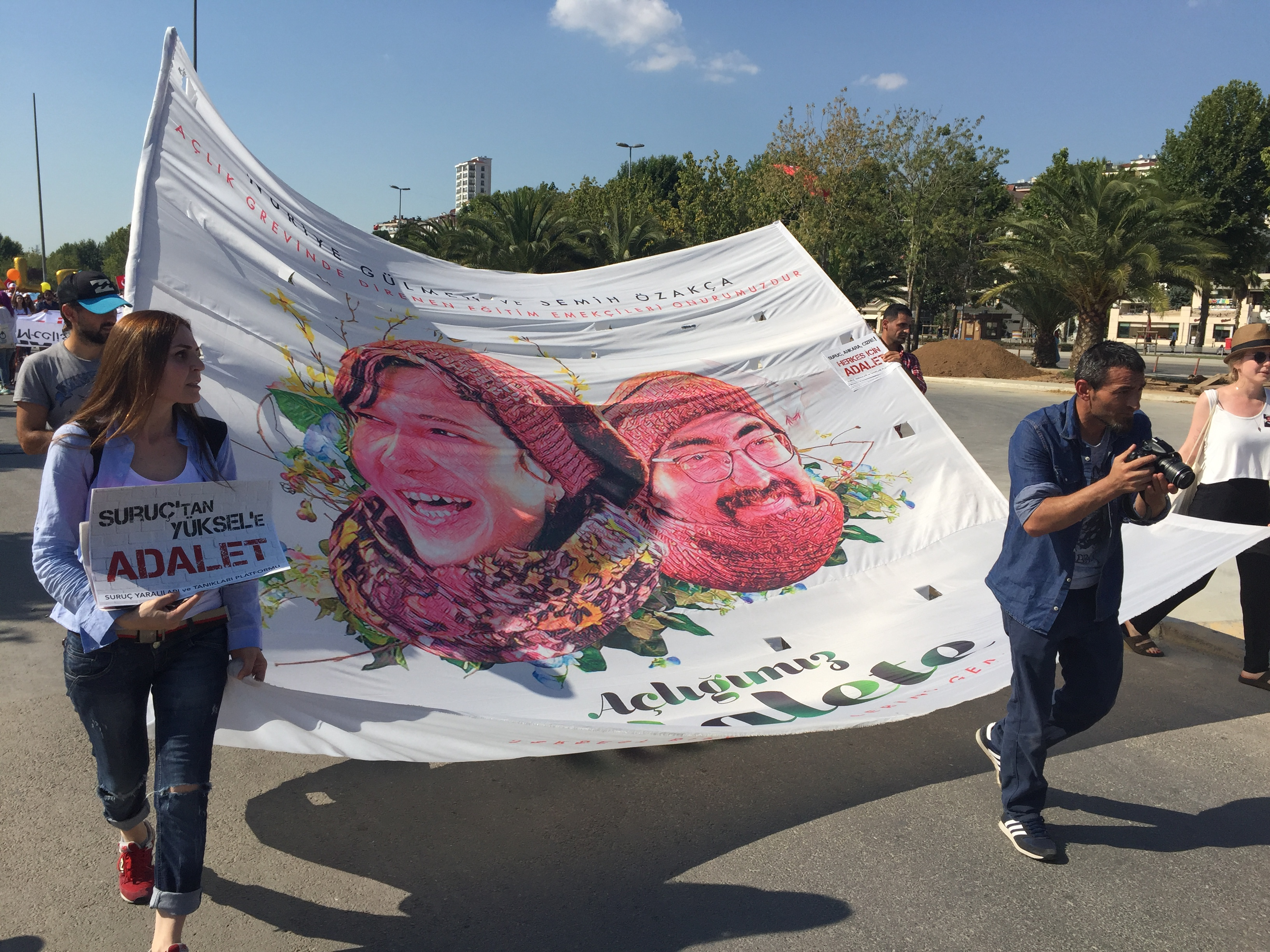
Manifestanti portano uno stendardo di Nuriye Gülmen e Semih Özakça durante la marcia per la giustizia a Istanbul

Tra l'altro, centinaia di accademici vengono arrestati come rappresaglia per una "petizione per la pace" che chiedeva la fine dei combattimenti nel sud-est della Turchia. Tra questi c'è Tuna Altinel, insegnante all'Università di Lione che riceve il sostegno in Francia dal ministro degli Affari esteri Jean-Yves Le Drian e dal matematico e politico Cédric Villani.. I licenziamenti dei dipendenti pubblici nell'ambito delle epurazioni turche del 2016 hanno conseguenze di vasta portata per coloro che sono presi di mira. Perdono tutte le fonti di reddito e di protezione sociale e faticano a trovare un lavoro, essendo pubbliche le liste dei dipendenti pubblici licenziati, il che può significare la loro “morte sociale”.. I loro passaporti vengono spesso confiscati.
Secondo l'ONG Human Rights Watch, 5.800 accademici sono stati licenziati per decreto-legge nel contesto dello stato di emergenza stabilito dopo il fallito golpe.  Nel luglio 2017, un anno dopo il tentato colpo di stato, queste epurazioni hanno preso di mira più di 33.000 insegnanti (tutti i settori)  e un totale di oltre 100.000-140.000 dipendenti pubblici.. Viene licenziata anche Nuriye Gülmen che, dopo aver protestato nel novembre 2016 di fronte al Monumento ai diritti umani in via Yüksel ad Ankara, ha dato vita al movimento con il motto "Rivoglio il mio lavoro". Viene arrestata con l'accusa di essere un membro della "organizzazione terroristica" di Fethullah Gülen. E per 324 giorni,  tra il 9 marzo 2017 e il 26 gennaio 2018, Nuriye Gülmen e il collega insegnante Semih Özakça, anche lui licenziato, hanno intrapreso uno sciopero della fame parziale (mangiando solo vitamine, acqua, zucchero e sale) per protestare contro il loro licenziamento e chiedere la loro riassegnazione nell'insegnamento. Dalla sua incarcerazione nella prigione di Sincan ad Ankara, Nuriye Gülmen è diventata, come il suo collega Semih Özakça, un'icona della resistenza della società civile turca di fronte alla deriva autoritaria del governo.
Durante la reclusione dei due insegnanti, si sono svolte regolarmente manifestazioni di sostegno per le strade di Ankara, disperse dalle forze di sicurezza. “Nuse”, la contrazione dei loro nomi, diventa un simbolo di protesta, etichettato sui muri e addirittura dato come nome a un neonato. I ritratti di Nuriye Gülmen sono branditi dai partecipanti alla "marcia per la giustizia" tra Istanbul e Ankara, accolta nella capitale da quasi 2 milioni di persone, davanti alle quali Kemal Kılıçdaroğlu, leader del partito di opposizione CHP (Partito Repubblicano del Popolo ) e organizzatore di questa marcia, ha invitato il governo a "porre fine al colpo di stato civile perpetrato dall'instaurazione dello stato di emergenza".